# Fatulagung
Fatulagung ist ein Ortsteil des osttimoresischen Dorfes Aidabaleten in der Aldeia Tutubaba (Suco Aidabaleten, Verwaltungsamt Atabae, Gemeinde Bobonaro). Er liegt in einer Meereshöhe von 12 m.
Fatulagung befindet sich im Südosten von Aidabaleten. Nördlich liegt der Ortsteil Malarara und westlich der Ortsteil Fatumolin. Im Süden fließt der Fluss Fatumolin.